# Alfirk
Alfirk o Alphirk (β Cep / Beta Cephei / 8 Cephei) es la segunda estrella más brillante en la constelación de Cefeo. Su nombre proviene del árabe الفرقة (Al-Firq) y significa «el rebaño». Se encuentra aproximadamente a 599 años luz del sistema solar.
Alfirk es una estrella caliente con una temperatura superficial de 26 700 K y tipo espectral B2IIIv. Brilla con una luminosidad 14 600 veces mayor que la del Sol y tiene una masa 12 veces mayor que la masa solar. Es una estrella Be que expulsa materia desde su superficie y posee un campo magnético unas 100 veces superior al de la Tierra. Su caliente corona emite unas 2000 veces más radiación X que el Sol.
Alfirk es ante todo conocida por ser el prototipo de las variables Beta Cephei, que llevan su nombre.
Éstas son estrellas de tipo espectral B0 - B3 que muestran variaciones de brillo debido a pulsaciones en su superficie. Conocidas estrellas como Shaula A (λ Scorpii), Murzim (β Canis Majoris) o α Lupi son miembros de esta clase.
Presentan pequeñas oscilaciones de brillo; así, el brillo de Alfirk varía entre magnitud aparente +3,16 y +3,27 en un período de 0,1905 días (4,57 horas). Además de este período principal, existen varios períodos simultáneos de 4,72, 4,46, 4,43, 4,88 y 4,30 horas.
Existen dos estrellas blancas tenues que forman junto a Alfirk un sistema estelar. La más cercana se halla a unas 45 UA y emplea unos 90 años en completar su órbita. Más alejada, y observable con un pequeño telescopio, una tercera estrella completa el sistema a una distancia mínima de 2400 UA; emplea al menos 30 000 años en dar una vuelta alrededor de la estrella principal.

## Futura estrella polar
En el año 6000 el polo norte celeste estará entre Alfirk y la vecina ι Cephei.